# 大西洋狼鯷
大西洋狼鯷（学名：Lycengraulis grossidens）為輻鰭魚綱鲱形目鳀科的其中一種，分布於西大西洋區，從貝里斯至巴西的淡水及半鹹水水域，本魚體細長，吻部約2/3眼徑，背部呈灰藍色，魚鰭黃色半透明膜和黑色的尾緣，臀鰭軟條26-30枚，體長可達23.5公分，棲息沿海、河口淡水及半鹹水水域，會進行洄游，屬肉食性，以小魚及甲殼類為食，可做為食用魚。

## 擴展閱讀
維基物種上的相關：大西洋狼鯷